# Winnipegsjön
Winnipegsjön (engelska Lake Winnipeg, franska Lac Winnipeg, cree Wīnipēk [ᐐᓂᐯᐠ]) är en sjö i den kanadensiska provinsen Manitoba 55 kilometer norr om staden Winnipeg, som är uppkallad efter sjön.
Sjön täcker en yta på omkring 24 500 kvadratkilometer. Längden i nord-sydlig riktning utgör 450 kilometer och bredden 10 till 100 kilometer. Höjden över havet är 216 meter. Djupet är påfallande ringa (högst 27 meter) och flera sedimentrika tillflöden arbetar på att utfylla sjön. Dess vattenområde är omkring 1,1 miljon kvadratkilometer.
Tre ansenliga strömmar utfaller i sjön. Längst är den från väster kommande Saskatchewan River, i söder utmynnar Red River och från öster kommer Winnipeg River, vars källa ligger i närheten av Övre sjön och som genomflyter Rainy Lake och Lake of the Woods samt från höger upptar English River. Dessutom mottar Winnipegsjön det gemensamma utloppet för de strax i väster befintliga sjöarna Lake Winnipegosis och Manitobasjön. Hela denna samlade vattenmassa avflyter i sjöns norra ända genom den korta, men vattenrika Nelsonfloden, som mynnar i Hudson Bay. Winnipegsjön utgör en återstod av en fordom vida mera omfattande vattensamling, vars avlopp under istiden avspärrades i norr, så att en större issjö uppdämdes, den så kallade Agassizsjön som stod i samband med Mississippisystemet.